# Pomacentrus reidi
Pomacentrus reidi és una espècie de peix de la família dels pomacèntrids i de l'ordre dels perciformes.

## Morfologia
Els mascles poden assolir els 9 cm de longitud total.

## Distribució geogràfica
Es troba des de les Filipines i les Cèlebes fins a Salomó, Vanuatu, la Gran Barrera de Corall i Palau.